# Terqa
Terqa (Sirqa, Tell Ašara) ist der antike Name eines bronzezeitlichen Siedlungshügels nahe der heutigen Stadt al-Aschara am mittleren Euphrat in Syrien, südlich der Dijala-Mündung auf dem rechten Ufer, auf halbem Wege zwischen Deir ez-Zor und Abu-Kemal. Terqa war eine wichtige Zwischenstation für den Handel entlang dem Euphrat und dem Ḫabur.
Der Tell lag im Gebiet des Stammes der Ašara, die auf beiden Seiten des Flusses siedelten, der Tell ist nach ihnen benannt und war auch als Tell der Ašara bekannt.
Der Tell ist teilweise durch den Euphrat weggespült worden.

## Geschichte
Terqa wurde um 3000 v. Chr. gegründet, es gibt vom Stadtgebiet keine früheren Funde. Buccellati vermutet die Vorgängersiedlung in Qrayra am anderen Ufer des Euphrat.
Terqa stand zunächst unter der Herrschaft von Mari, überlebte aber die Eroberung der Hauptstadt durch Hammurabi I. von Babylon. In seinem 27. Regierungsjahr (1723 nach der mittleren Chronologie) besiegte Samsu-iluna König Jadi-Abu von Terqa. Es ist unbekannt, ob dies zu einer dauerhaften Präsenz am mittleren Euphrat führte. Dokumente aus Terqa belegen auch die Herrschaft von Ammi-ṣaduqa und Šamšu-ditana von Babylon (1626–1595 nach der mittleren Chronologie) über die Stadt. Dokumente aus der Zeit von Šamšu-ditana benutzen den Namen Marduks in der Eidesformel. Eine kassitische Herrschaft über Terqa wird erwogen, kann aber nicht sicher belegt werden. Danach war Terqa vermutlich die Hauptstadt des Landes Ḫana.
Es sind folgende Könige von Ḫana als Herrscher von Terqa belegt:
- Iddin-Kaka
- Išar-Lim, Sohn des Iddin-Kaka
- Iggid-Lim
- Isih-Dagan
- Hammurapi I.
- Ammurapi II.

Ihre chronologische Position ist unklar.
Die Oberherrschaft der Mittani-Könige Baratarna und Sauštatar ist durch hier gefundene Dokumente belegt. Der Mitanni-Statthalter war anscheinend ein gewisser Qīš-Addu.
Schließlich gehörte die Stadt seit dem 13. Jahrhundert zum Assyrischen Reich.

## Bauwerke
Terqa besaß einen wichtigen Dagān-Tempel E-ki-si-ga. Er ist unter anderem aus einer Tontafel des Šamši-Adad I., die in Terqa gefunden wurde bekannt. König Isih-Dagan hat Dagan als theophoren Namensbestandteil. König Išar-Lim, Sohn des Iddin-Kaka, nennt sich "Liebling des Gottes Šamaš und des Gottes Dagan.

## Herrscher
Unter der Herrschaft von Mari wurden in Terqa Gouverneure eingesetzt. Als solcher ist Kibri-Dagan durch zahlreiche Briefe an den König Zimri-Lim von Mari belegt.

## Ausgrabungen
Erste Ausgrabungen in Terqa führte Ernst Herzfeld 1910 durch. 1923 gruben François Thureau-Dangin und Édouard Dhorme eine Woche lang hier aus, sie selber bezeichnen dies als „improvisiert“. Weitere Grabungen fanden unter Leitung von Giorgio Buccellati von der Universität Los Angeles statt.
Seit 1996 stehen die Ausgrabungen in Terqa unter der Leitung des französischen Epigraphikers O. Rouault, Professor für Orientalische Archäologie an der Universität Lyon II. Folgende Gebiete wurden bisher untersucht:
- Areal C: Texte aus der Herrschaft von Kaštiliašu